# 馬來西亞華語
馬來西亞華語、華文、大馬中文（Malaysian Mandarin），是馬來西亞華人圈中普遍使用的一種含有當地特色的華語，使用人數約8百萬。雖然馬來西亞華語是以中國現代標準漢語為基準，但受到當地歷史、文化與社會環境等的影響，跟中國普通話有一定的差異，主要體現在日常口語及用詞上。此外，通俗和标准华语有很大的差異，前者為華人社會於日常生活中所用，後者為當地中文（電子）媒體所用。由于马来西亚华语使用的词汇和现今北京规范华语有很大的差异，因此政府以及华人社团成立了马来西亚华语规范理事会（语範），规范当地的华语用词。
基於早期華人先輩下南洋的共同文化和經歷，口語化的馬來西亞華語有不少地方與新加坡華語相似，但因腔调上有些不同，某些新加坡人将带有马来西亚口音的华语腔调称为“联邦腔”。而两者合称为“新馬華語”。

## 稱呼
在1960年代中葉以前，「華語」是東南亞國家對各種漢語言的統稱，例如馬來西亞報章會把廣府片（粵語）、廈、泉語片（閩南語）、國語片（北京官話）一概稱為「華語電影」；然而1960年代中葉後，馬來西亞開始把「華語」專指以北京語音為標準音、以北方官話為基礎的標準官話，粵語和閩南語被排除出「華語」之列。馬來西亞華語和新加坡華語的稱呼沿襲了此一經過重新定義的「華語」。

## 歷史

### 背景
马来西亚华人的移民史以馬六甲王朝蘇丹滿速沙迎娶中國公主漢麗寶為開端。清朝末年，大量華工越洋謀生，包括了泉漳人、廣府人（高州人、四邑人）、潮州人、莆仙人、福州人、海南人、雷州人等等，其中以廣府人、閩南人（當地慣稱福建人）和客家人最多。故今日的馬來西亞華人多以這三種籍貫的人組成。廣府人、閩南人、客家人各自擁有不同的唐話方言，而且有不同稱謂，分別為粵語（當地慣稱廣東話）、閩南語（當地慣稱福建話）、客家語等。由於各自的語言彼此不相通，形成各族成立的會館。中華民國成立後，民國確立標準漢語為國語，馬來西亞華人遂採用標準漢語為通用語。而抗日戰爭令各籍貫人士之間的間隔逐漸消除。

### 華語在馬來西亞的發展
在馬來西亞等地的華人社會，早期私塾以各自籍貫唐話方言為教學用語。 1919年五四運動後，當地私塾紛紛跟隨中國維新派的教育改革，開始把教學語言由閩粵方言改為中国的国语（即現代标准汉语）。 
從1950年代到1970年代，馬來西亞的中文娛樂節目及文學讀物主要來自台灣或香港，因此華語受到了臺灣國語一定的影響。1980年中國大陸改革開放之後，隨著馬來西亞與中國大陸的文化交流，遂採用了中國大陸的漢語拼音、 從用繁體字轉為改用簡化字等。
21世紀開始，由於網絡的普及化，馬來西亞華人與中國大陸人、香港人及台灣人的交流日漸頻繁，而當地年輕人所使用的華語在用詞方面也有逐漸向普通話和台灣華語靠攏的趨勢。
基於馬來西亞完善的中文教育，如今大部分的马来西亚華裔都會說華語，也同時通曉唐話方言（以泉漳話、潮汕話、客語及粵語為主）。同時，馬來西亞標準華語也成為了當地中文媒體的主要媒介語。

## 標準语
随着马来西亚与中国大陆日益交流，马来西亚标準华语口音基本上与普通话一致。马来西亚标準华语口音分成旧派及新派，旧派口音主要是指採用中華民國國語作为基础。在现行的教育裡及主流上基本是使用新派口音作为规範。在日常生活中，當地華人所說的華語都帶有很濃厚的當地口音，不過當地中文媒體（電台、電視台）或在正式的場合上則會說馬來西亞標準華語。其音調以中國的漢語拼音為標準，而腔調則貼近台灣的標準國語。
當地華語的最初參考的是中國的老國音以及后来的新國音，合称旧派读音，之后才改为中國大陸的普通話讀音，即新派读音，在數代華語的相疊作用之下，與當今中國南方的漢語口音相似。

### 韻母
在新派的標準口音p、m、f裡的ong，几乎统一读作eng。但在旧派标準口音裡，ong和eng音则不混。
| 例字 | 旧派讀音 | 新派讀音 | 注解                                               |
| ---- | -------- | -------- | -------------------------------------------------- |
| 朋   | péng     | péng     | 差异可对照籍贯母语如：闽南语文讀或粤语的發音。     |
| 蓬   | póng     | péng     | 差异可对照籍贯母语如：闽南语文讀或粤语的發音。     |
| 孟   | mèng     | mèng     | 差异可对照籍贯母语如：闽南语文讀或粤语的發音。     |
| 夢   | mòng     | mèng     | 差异可对照籍贯母语如：闽南语文讀或粤语的發音。     |
| 風   | fōng     | fēng     | 所有新派的feng，旧派口音都读作fong                 |
| 拼   | pìng     | pīn      | 老派與籍貫母語有關聯，新派則跟隨普通話，以俗為準。 |

### 聲調差異
旧派读音大多數与中華民國國語的声调一致。除了如：崖、企、辱、署、讽、蹈、伪、法国、俄罗斯、蜗牛等字与普通话相同。
| 例字     | 旧派讀音 | 新派讀音 | 注解                                       |
| -------- | -------- | -------- | ------------------------------------------ |
| 期       | qí       | qī       | 可类推至「危」、「帆」、「惜」、「鞠」等字 |
| 究       | jiù      | jiū      | 可类推至「菌」、「噸」、「穴」、「識」等字 |
| 夕       | xì       | xī       |                                            |
| (答)应   | dá       | dā       |                                            |
| 築       | zhú      | zhù      |                                            |
| 谁       | shuí     | shéi     |                                            |
| 酵       | xiào     | jiào     |                                            |
| 塞(动词) | sè       | sāi      | 可类推至「拆」字。                         |
| 关(卡)   | kǎ       | qiǎ      |                                            |
| 堤       | tí       | dī       |                                            |
| 头(髮)   | fǎ       | fà       |                                            |
| 容       | yóng     | róng     | 所有rong在旧派的读音为yong                 |
| (会)计   | huì      | kuài     |                                            |
| 一会     | yì huǐ   | yí huì   |                                            |

### 變調
新派及旧派裡的共同特征:
1. “一”，“七”，“不”的变调
  - “一”和“不”在去声音节前读阳平，如：一塊，不要。
  - “一”与“七”在阴平、阳平、上声前读去声，如：七星，七十，一起。
2. 轻声一般只出现在音节重叠词汇,如:一点点、爸爸、妹妹、谢谢等。
3. 儿化韵一般只出现在“一会儿”裡而已。

### 源自英语和马来语的词汇
馬來語是馬來西亞的國語和官方語言，而英語在經歷英殖民時代後依然有相當的重要性，因此當地華語在口語上吸收了一些來自馬來語及英語的音譯外來詞，有些更成为马来西亚标准汉语的一部分。
- 來自馬來語的如：
  - “巴剎”（pasar；市集、菜市場）
  - “甘榜”（kampung，鄉村，尤指馬來村莊）
  - “五腳基”（kakilima，騎樓下的走廊，現已較少使用）
- 來自英語的如：
  - “德士”（taxi；計程車）
  - “巴士”（bus， 公共汽車）
  - “起司”（cheese，奶酪）

## 口語
主要特点有：
- 翘舌音不明显。
- 說話不兒化，同时极少出现轻声。
- 部分去声词使用入声发音，年长一辈尤为明显。
- 部分词汇仍使用“旧派”读音，如：
  - 接在声母“bpmfw"之后的韵母“eng”发“ong”，原为北京读书音。如“风”读作“fōng”
  - “亚洲”读作“yǎ zhōu”
- 受方言（因地区而异）、英语、马来语影响。
  - 一般而言，年长者的华语受方言与马来语的影响较深；年轻人则受英语等外语影响较深。
    - 如：年長一輩的閩籍華人可能把身分證稱作「登記」（當地閩南語稱呼）；年輕一輩則會稱之為「IC」（英語Identity Card的縮寫）。
- 在提到音譯人名時（尤其是來自馬來語及英語的譯名），若译名过于拗口则常直接以外語念出（如“Ahmad Zahid”），而不逐字讀出漢字譯名（“阿末扎希”）。
  - 而在广播媒体方面，这种方式只見於政府官方電視及電台的華語新聞播報員，而大部分私營電視台則習慣念出漢字譯名或漢字譯名縮寫（如“马哈迪”念成“敦马”）。
- 双上声词一般上按前阳后上变调，但有数项例外：
  - 亲昵称呼的变调法是前上后阳，与闽南和台湾地区类似。
  - 有些词中会发生双上声词但不变调的情况，如：
    - 演讲稿读作yán jiǎng gǎo
    - 拿起來讀作nǎ qǐ lái
    - 你拿了吗读作nǐ nǎ liǎo mā

### 方言的影响

绿色部分为华语受闽南语（包括潮汕话）影响较深的地区；橙色部分为华语受粤语影响较深的地区；为华语受客家话影响较深的地区；紫色部分则为华语受多种方言影响的地区。

視地區的不同，各地區的華語受到各方言的影響也不盡相同。如：在粵語較強勢的吉隆坡，當地華人所說的華語便和以泉漳話與潮汕话為主要方言的柔佛新山人說的華語存在著相當大的差異，腔調方面尤其明顯。

#### 閩南語的影响
閩南人（包括潮州人）是馬來西亞華人裡的最大族群。闽南语（当地称为福建话）在北马（槟城、吉打、玻璃市、登嘉樓、吉兰丹、霹雳部分地区等）、南马（马六甲、柔佛、彭亨部分地区、雪兰莪巴生河流域等）、东马部分地区以及与柔佛接壤的新加坡较為普遍，給當地華語帶來了很大的影響。
- 以下举出几项受闽南语影响的例子：
  - 陰平調值較低，相當於閩南語的第7聲（阳去）。
  - 腔調與閩南話腔調或臺灣國語相似
  - 使用源自于閩南語的词汇，如：
    - “揬”（Tú，当地人以闽南语发音讀作Dùk，音似“杜”，戳之意）
    - “塌”（讀成thàp/dàp時是“貼”或“補”的意思，讀成“làp”時是把東西疊套在一起的意思）
    - “康頭”（花樣、名堂、辦法之意）
    - “落(lào)跑”（逃跑之意）
    - “龍溝”（水溝之意）等等

  - 使用闽南语发音来读某些字但原意不變，如：
    - “夾”（讀成giàp/kiàp）
    - “呸”（讀成phuì）
    - “唉”（讀成hai/hài）
    - “嘖”（chéh）

  - 解釋某樣東西或提問時，通常會在句尾加個“乎”（hó/hngóh）或“唅”（hǎ/hngǎh）
  - 在句尾會加個“kòk”（北馬較常見）
  - 用“嘛”（mǎ）代替“也”
    - 如：你嘛不是这样（你也不是这样？）

  - 用“呢”（néh，音似“捏”，或读作nóh）来指示物体所在的位置或作为语气词，如：
    - （甲）我的手机放在哪里？
（乙）呢！在那边罢了。

  - “最好”这两个字通常会被当地人用来表达否定的意思。
    - 比如说：“最好是有这种东西”，意即没有这种东西。有不少不认识此词汇的人，会误会说这话的人在表达「现在还没有，希望日后会出现」的意思。

  - 量詞方面，圓形的物體多以“粒”作為量詞，建築物多以“間”作為量詞，其餘的則多以“個”作為量詞。

#### 粵語的影响
廣府人（俗稱“廣東人”）是馬來西亞華人裡第三大族群。粵語（俗稱廣東話）在馬來西亞的首都吉隆坡、雪蘭莪及霹靂部分地区是主要語言，因此对这些地区的华语影响较为显著。
- 以下是受粤语影响的例子：
  - 腔調與廣式普通話相似
  - “埋”(maai4)的用法与广州话一致，有着（顺便...）的意思。
  - 疑问句句尾会以“冇”（mou5）代替华语的“吗”。属於新潮口语，一般只用於年轻人。
    - 如：“等下要去饮茶(yam2caa4)冇(mou5)？”

  - 使用源自于粵語的词汇，如：
    - “雲吞”（即餛飩）
    - “龙门”（即足球球门）
    - “大耳窿”（即放非法放高利贷的人）
    - “老千”（騙子之意）
    - “含巴唥”(haam6 ba6 laang6)（全部之意）等等

  - 語法方面，例如“先”字在修飾謂語時，標準華語的語法裡只作為狀語使用（置於謂語前面），但粵語中“先”也可充當補語（置於謂語後面）
    - 例如在標準華語中應該是“我先去喝水”，但马来西亚华语因受到粤语等汉语“方言”的影响而变成“我去喝水先”。

### 馬來語及英语的影响
在马来西亚口语式华语中有不少直接使用马来语与英语来代替原有的汉语词汇的情况：
- 马来语：
  - Kastam（海关，但本词最终也是来自英语Custom）
  - Tayar poncet（轮胎漏风）
  - Botak（光头、秃头）
- 英语：
  - Highway（高速公路）
  - Start车（发动引擎）
  - Speaker（扬声器）

### 语序掉换
| 马来西亚华语       | 标准汉语         |
| ------------------ | ---------------- |
| 搞错没有哦你！     | 你有没有搞错哦？ |
| 什么来的这个东西？ | 这东西是什么？   |
| 很凉乎（hó）今天！ | 今天真凉。       |
| 我走先啊。         | 我先走了。       |

### 时间读法
- 用“点”表示“时”，用“字”（钟表上的刻度）表示“五分钟”。

| 马来西亚华语          | 标准汉语        |
| --------------------- | --------------- |
| 现在7点11个字出一点。 | 现在是7点57分。 |

### 叹词
受闽、粤、客诸方言影响，马来西亚华语后方通常会加上独特的语音叹词，而这些语音也会影响整个句子的含义。例如：
- 是啦！        （代表确定的意思）
- 是咧！        （代表肯定的意思）
- 是咯！        （代表附和的意思）
- 是哈？        （代表惊讶的意思）
- 是吼！        （代表恍然大悟的意思）
- 是哦？        （代表质问或半信半疑的意思）
- 是咩？        （代表怀疑的意思）
- 是吗？        （代表询问的意思）
- 是呱？/是吧？ （代表不肯定的意思）

### 其它
另外，馬來西亞華人在日常生活中也可能自創新詞語，儘管這些詞語並非當地規範。例如，用「国宝」一词代指马来人（因其于马来西亚国内享有多项特权之故）；用「跳飛機」（簡稱「跳機」）形容沒有獲得準證而非法在外國工作的人（另外跳飛機也可以是一種兒童遊戲）；「香蕉人」是用來調侃那些只會說英文的華人（取其外黃內白之意）。

## 汉字简化
20世纪80年代之前，大马仍然以繁体字为主要书写系统。但在20世纪60年代开始，民间为了加快书写速度而开始部分使用当时中国大陆颁布的简化字。
1972年，“马来西亚简化汉字委员会”成立，以研究拟订马来西亚华人社会使用的简化汉字。1981年2月28日，马来西亚《简化汉字总表》出版，收录简化字2238个，与中国的《简化字总表》完全一致。
1981年12月31日，马来西亚教育部长宣布，1983年起全国各华文小学将正式采用汉语拼音和简化汉字教学，以取代注音符号与繁体字。自此以后，简体字全面取代繁体字成为学堂的语文，同时更扩大到其他层面，包括媒体、出版物等，学术界正式统一使用简体字。
然而，多數馬來西亞華人仍然看得懂繁體中文。原因是繁體字在民間或媒體中普遍存在著，例如華人商店的传统招牌、舊告示、許多非學術類中文書籍也都沿用了繁體中文，中國大陸、香港和台灣所出版的書籍同時在市場上流動。雖然學術界都已全面采用簡體中文授課，但多数當地中文報章（印刷版）《光明日報》、《中国报》、《诗华日报》、《星洲日报》等都會使用「標題繁體字，內容簡化字」的方式讓簡繁中文並存。

## 艺文影视

### 音樂
以往马来西亚大部分华人歌手都到台湾发展，如：巫啟賢、巫奇（本名巫啟雄，為巫啟賢之胞弟，於1992年出道）、柯以敏（1993年推出首張個人專輯「太傻」）、光良、品冠、李心潔、關德輝、陳慶祥、方炯鑌、戴佩妮、梁静茹（與歌手張智成互為親屬）、張棟樑、林宇中、謝佳見、曹格、黄明志、艾成等等。新一代的华人歌手譬如陳芳語（澳大利亞出生）、朱主愛（藝名四葉草）、林明禎與郭修彧。包括在香港發展的女歌手龔柯允和李幸倪（與歌手符瓊音互為親屬）。其他则较多在后来崛起的中国大陆发展，如在南京求学并在中国选秀节目偶像练习生出道的尤长靖，以及马来西亚出生的新加坡男演員王冠逸。

### 傳統戲劇
马来西亚当地的传统戏剧一般上由是祖辈从中国传过来的，当地人称之为“大戏”或“酬神戏”。20世纪中叶以前，每年的几个重大节日，华人居住街区的公所都设置神棚（行宫），在其正对面扎戏棚，彻夜演戏。不同地源的华人会用各自家乡的地方剧种演出酬神戏。。较常见的有潮州人的潮剧，福建人（泉漳人、福州人）的闽剧、高甲戏、梨园戏、歌仔戏，以及广东广府人的粵劇。

### 电台
马来西亚有6个中文电台，即：988fm、8FM、Ai FM、MY、Goxuan、City Plus FM以及Melody。由于首都吉隆坡的华人主要以粤语交谈，因此相应地电台主持人使用粤语的频率也远大于現代標準漢語以及其他漢語。

### 电视台
无线电视方面，纯中文电视台有八度空间，较常播放中文节目的电视台则有TV2。
Astro方面，则有以下数个频道
| 频道                                | 名字        |
| ----------------------------------- | ----------- |
| 300HD                               | 爱奇艺HD    |
| 306HD、346                          | Astro AEC   |
| 307HD                               | Astro双星   |
| 308HD                               | Astro全佳HD |
| 310HD                               | Astro华丽台 |
| 304HD、344                          | Astro小太阳 |
| 333HD                               | Astro欢喜台 |
| 311HD、351、352、353、361、362、363 | Astro AOD   |

#### 电视剧
马来西亚当地的华语电视剧主要由ntv7、八度空间以及Astro的一些中文频道拍摄，演员有：朱咪咪、林德荣、李洺中等。也有一些到外地发展并取得不错的成绩的，如：李铭顺、童冰玉等。

#### 电视新聞
目前，马来西亚有6個電視台擁有華語新聞的時段。
| 電視台     | 節目名稱           | 節目時段                                              |
| ---------- | ------------------ | ----------------------------------------------------- |
| BES        | 华语新闻（午）     | 星期一至星期五12:00－12:20 星期六和星期日12:00－12:30 |
| BES        | 华语新闻（晚）     | 每日19:00－19:30                                      |
| TV2        | 华语新闻（午）     | 星期一至星期五12:00－12:20 星期六和星期日12:00－12:30 |
| TV2        | 华语新闻（晚）     | 每日19:00－19:30                                      |
| 八度空间   | 八度空间午间新闻   | 每日12:30－13:00                                      |
| 八度空间   | 八度空间华语新闻   | 每日20:00－21:00                                      |
| Astro AEC  | 新闻报报看（重播） | 每日07:00－07:30                                      |
| Astro AEC  | 八点最热报         | 每日20:00－20:30                                      |
| Astro AEC  | 新闻报报看         | 每日22:30－23:00                                      |
| 马新社电视 | 华语新闻           | 每日18:30－19:00                                      |
| 马新社电视 | 华语新闻（重播）   | 每日22:00－22:30                                      |
| TVS        | 热报               | 每日14:00－14:15                                      |
| TVS        | 热报               | 每日18:00－18:15                                      |

### 引用
1. ↑  許維賢. . 台灣: 聯經出版. 2018: 36–41. ISBN 9789570850987.
2. ↑  馮久玲。 《探討馬來西亞華語教育新方向——走向規範，與世界接軌》[R]。吉隆坡：上海交通大學—全球漢語吉隆坡中心，2006年。  （页面存档备份，存于）
3. ↑  《現代漢語語法》，羅華焱著，第三章：詞彙、第十節：詞彙的規範、《本地流行詞語與規範詞語對照表》第150及151頁
4. ↑  . 北京市: 语言文字报刊社. 1982年03期.
5. ↑  .   [2020-02-02]. （原始内容存档于2020-08-21）. （页面存档备份，存于）
6. ↑  王静怡. . 华侨华人历史研究. 2009, (3): 26–33. ISSN 1002-5162. doi:10.3969/j.issn.1002-5162.2009.03.003. CNKI HQLY200903002. NCPSSD 31751753.

## 外部連結
- 馬來西亞華語
- 马来西亚华语规范理事会网站
- 马来西亚槟城华人社会的语言生活 （页面存档备份，存于）